# 牟呂八幡社
牟呂八幡社（むろ はちまんしゃ）は、愛知県豊橋市にある神社（八幡宮）。牟呂八幡宮（むろ はちまんぐう）の名でも知られる。

## 由緒
牟呂八幡社は、文武天皇元年（697年）の創建と伝えられる。「三河国国内神名帳」に、「従五位牟留天神」と見え、文治2年（1186年）佐々木某の知行所であった時、牟呂天神境内に武神として八幡宮を併祀したものという。貞応元年（1222年）鎌倉将軍の命により、鎌倉鶴岡八幡宮を手本にして三方に大門・三池をめぐりらし、市杵島社、若宮八幡社、式内社などを勧請した。
「三州吉田領神社仏閣記」（元禄6年）に、牟呂村「八幡宮，神主森田志摩，御朱印社領四石五斗，此内壱石五斗天王社領分，境内東西百八間・南北八十四間，西大門八十間・南大門百四十間・東大門百廿間，右之境内白山社・天王社・神明・若宮社・雨ノ宮・風ノ宮・天神・秋葉宮・弁財天・十七夜ノ宮・神宮」とある。「三河国二葉松」（元文5年）に、「牟呂村八幡，社領四石五斗，神主森田伊勢」とある。昭和20年（1945年）6月の空襲によって社殿が被災したが、同24年再建した。
神幸祭の神事相撲は、国譲りの出雲神話による諏訪大社の神事相撲に由来する。4名の総代がお役に就く。当社の神事相撲は力比べではなく、厳粛な占い神事として行われてきた。勝負の結果で、干地・福地の豊凶を占い、作付けの参考にされてきた。

## アクセス
- 豊鉄バス牟呂線・神野ふ頭線「東脇口」下車徒歩約5分

## 境内

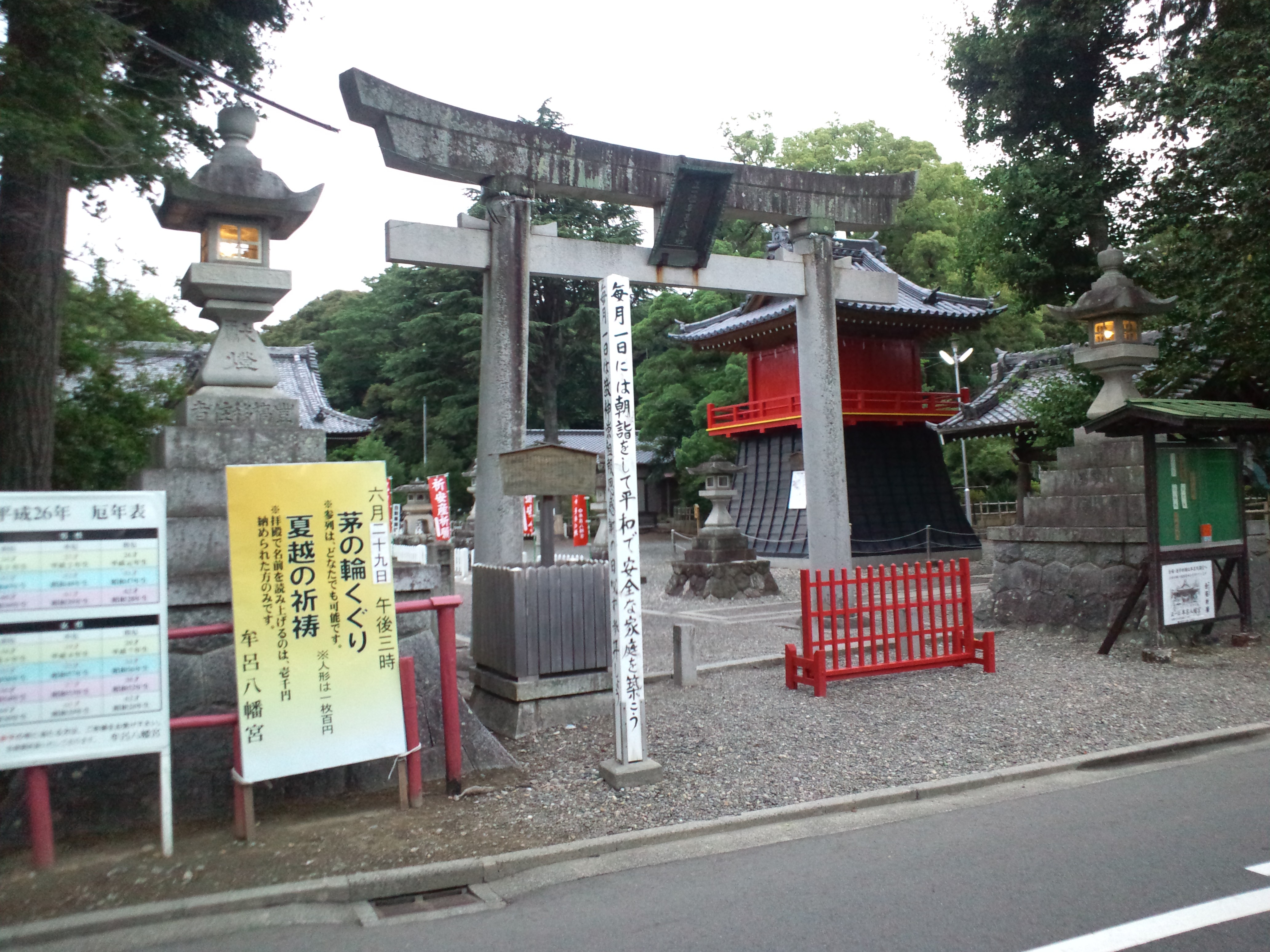
入口石鳥居
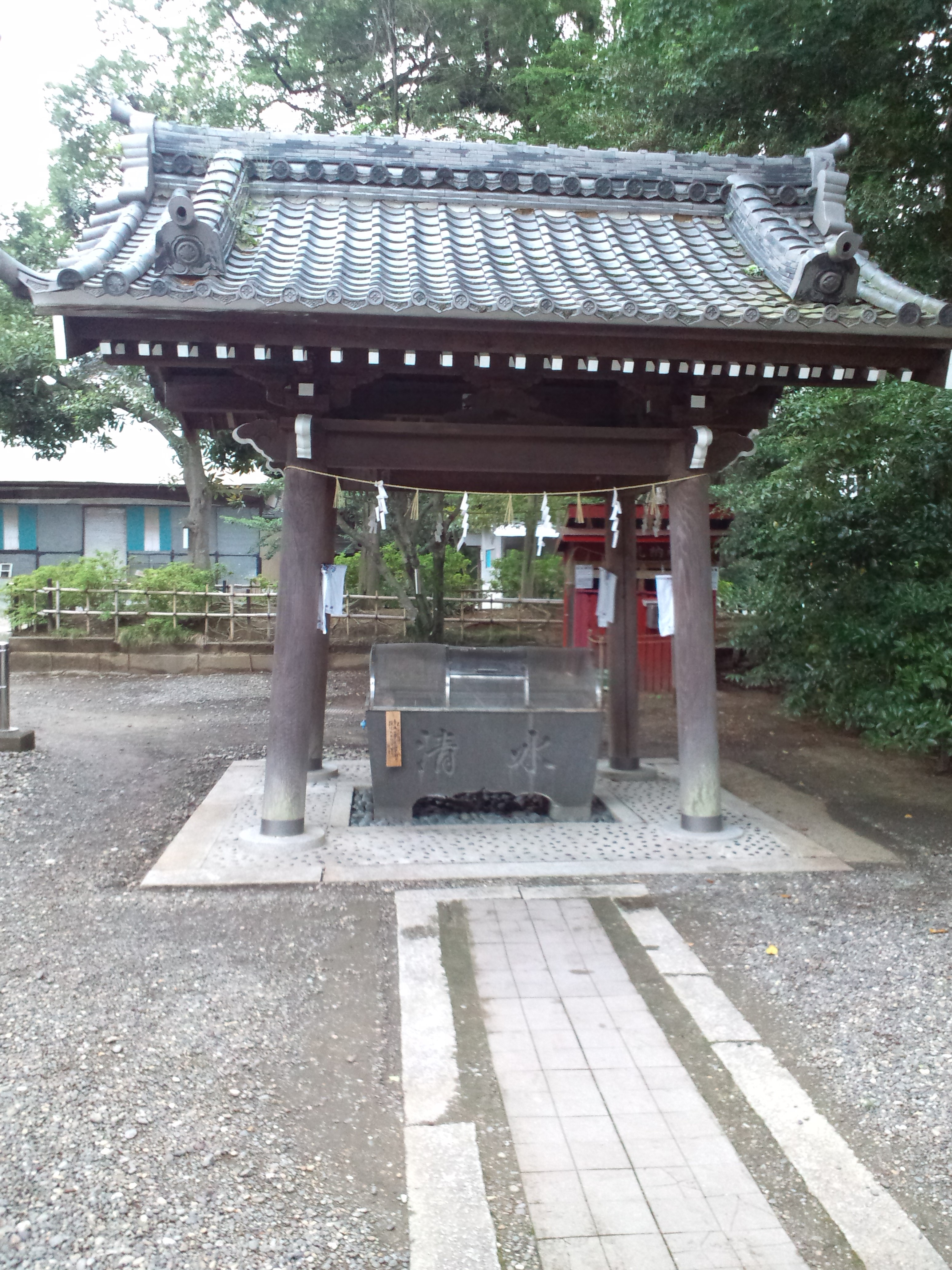
手水舎
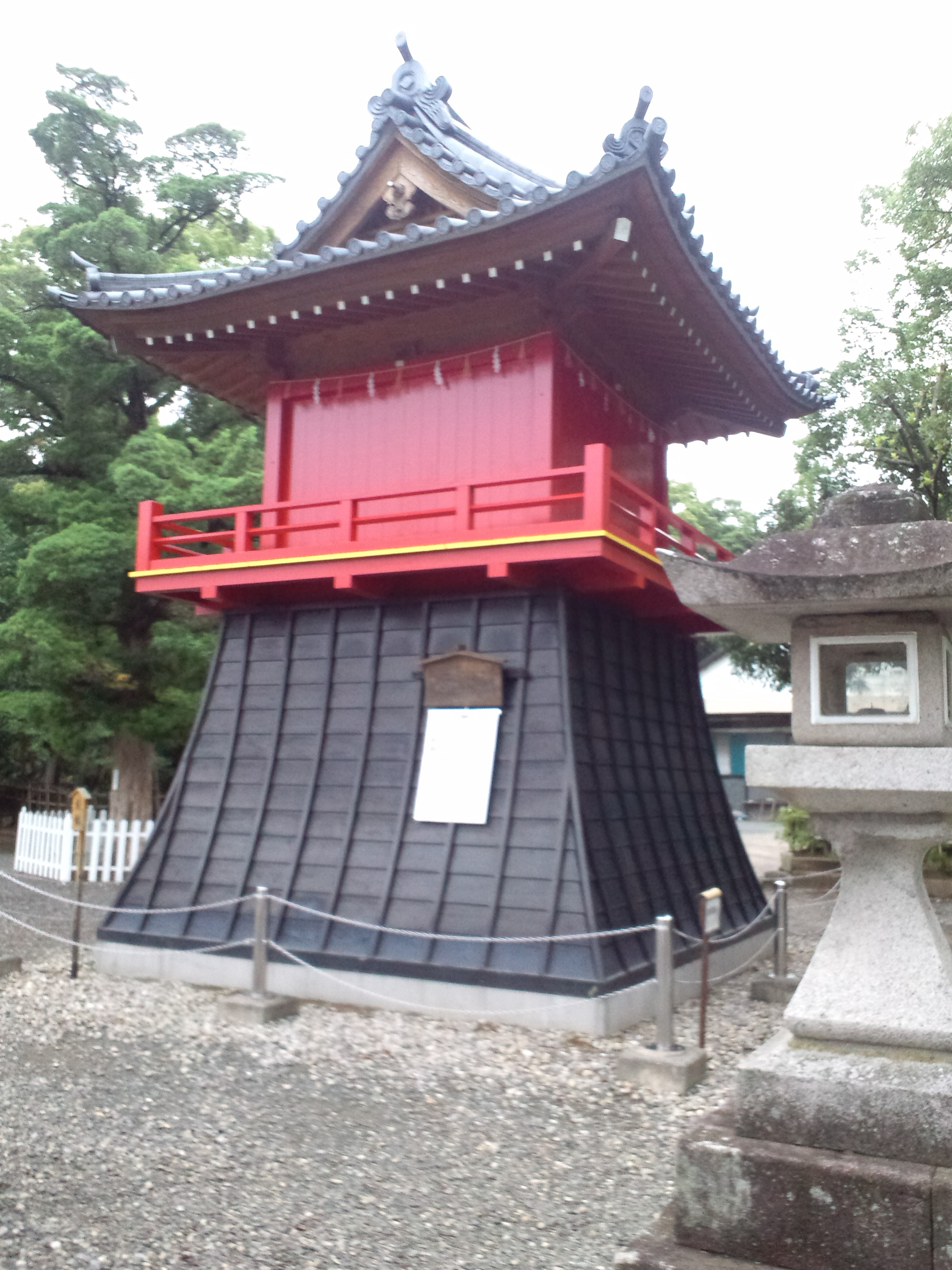
鼓楼
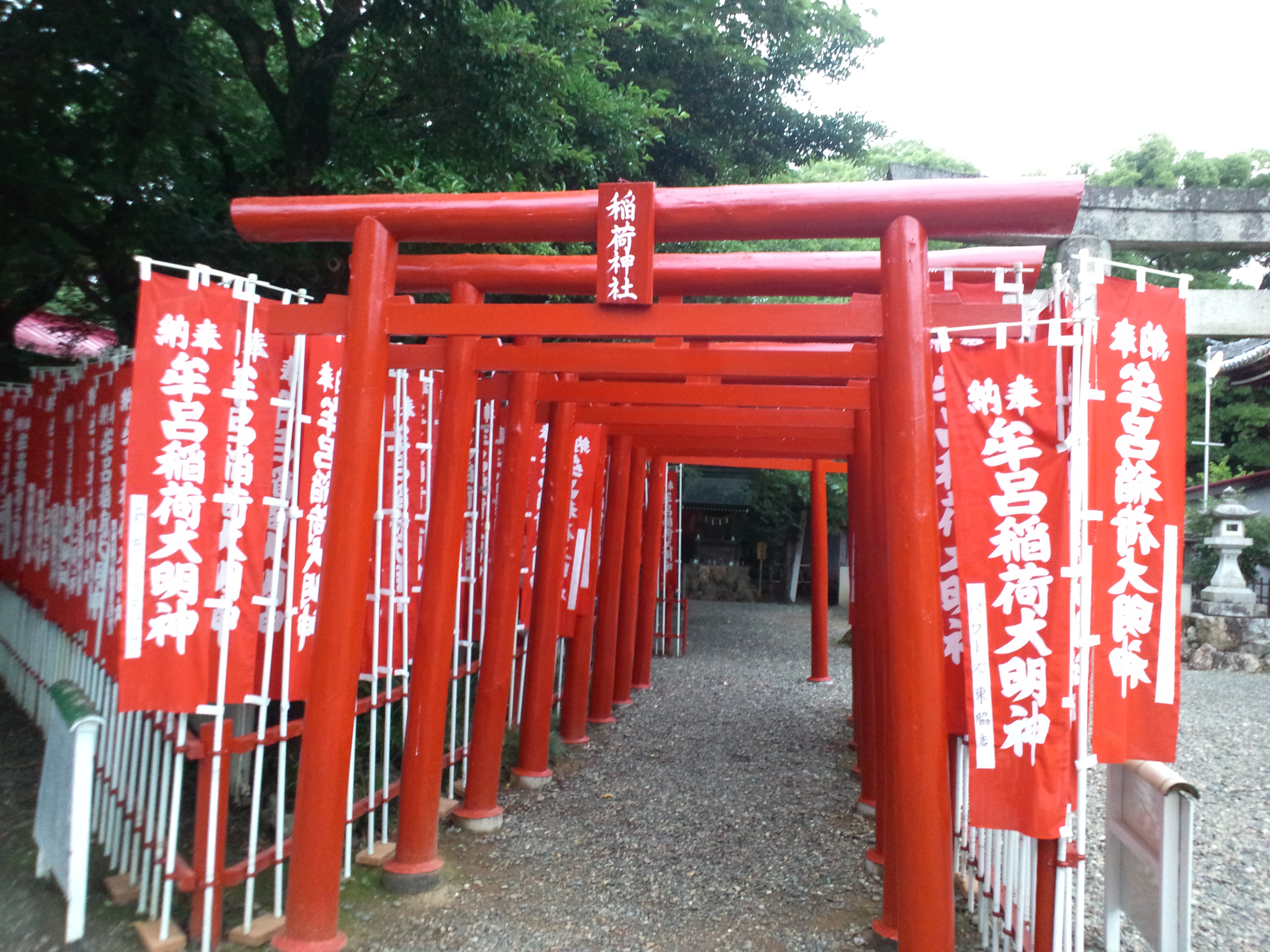
稲荷神社
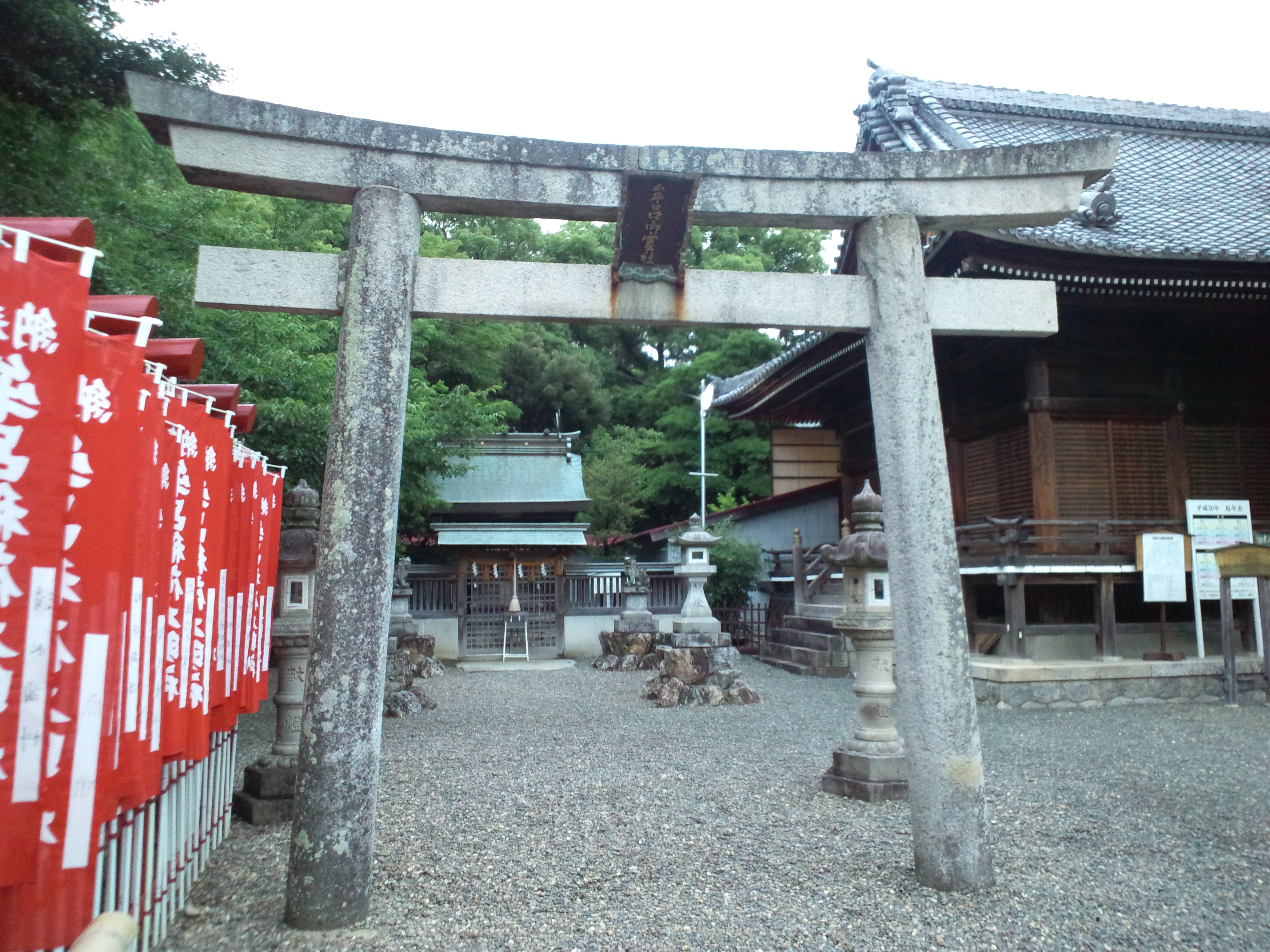
牟呂御霊社